# Jailbreak
Jailbreak, det sjätte studioalbumet av det irländska rockbandet Thin Lizzy, släppt 1976. Albumet brukar räknas som det gruppen hittade sitt hårdrocks-sound på. Den största hiten från albumet blev "The Boys Are Back in Town". Den låten blev gruppens enda stora hitsingel i USA, och gjorde även att albumet blev gruppens största försäljningsframgång där. Även titelspåret släpptes som singel, och blev en mindre hit. De två nämnda låtarna plus "Emerald" och "Cowboy Song" ingick senare på livealbumet Live and Dangerous. De brittiska och skandinaviska vinylutgåvorna från 1976 gavs ut med ett utvikskonvolut där mitten på framsidan av fodralet var utskuren så man såg en del av bilden på insidan av fodralet.

## Låtlista
Samtliga låtar skrivna av Phil Lynott, om inte annat anges.
1. "Jailbreak" - 4:01
2. "Angel from the Coast" (Phil Lynott/Brian Robertson) - 3:03
3. "Running Back" - 3:13
4. "Romeo and the Lonely Girl" - 3:55
5. "Warrior" (Scott Gorham/Phil Lynott) - 4:09
6. "The Boys Are Back in Town" - 4:27
7. "Fight or Fall" - 3:45
8. "Cowboy Song" (Brian Downey/Phil Lynott) - 5:16
9. "Emerald" (Brian Downey/Scott Gorham/Phil Lynott/Brian Robertson) - 4:03

## Medverkande
- Phil Lynott - bas, sång, akustisk gitarr
- Scott Gorham - elgitarr
- Brian Robertson - elgitarr
- Brian Downey - trummor

## Listplaceringar
- Billboard 200, USA: #18[1]
- UK Albums Chart, Storbritannien: #10[2]
- Topplistan, Sverige: #2[3]